# Mikhelsonovski
Mikhelsonovski, en rus Михельсоновский, és un khútor del raion de Guiaguínskaia, a la República d'Adiguèsia, a Rússia. És a 21 km al sud-est de Guiaguínskaia i a 28 km al nord-est de Maikop, la capital de la república.